# A Força do Coração
Lassie Come-Home é um romance de Eric Knight, escritor inglês, e foi publicado inicialmente como conto, no Saturday Evening Post, em 1938, e posteriormente como novela, em 1940.

## Histórico
Este livro foi adaptado ao cinema em 1943 com o título Lassie Come Home, tendo Roddy McDowall, então com quinze anos, e Elizabeth Taylor, com onze anos de idade, como estrelas. Foi o segundo filme estrelado por Elizabeth Taylor. Posteriormente foram filmadas numerosas sequências e séries de televisão.
No Brasil, o romance recebeu o nome de "A Força do Coração", e foi publicado pela Editora Universitária Ltda, em 1945, com tradução de Marieta Alves Ferreira[carece de fontes?].

## Sumário
O romance conta a história de Lassie, uma cadela collie de cinco anos que vivia com seu dono, o menino Joe Carraclough, na cidade inglesa de Greenall Bridge, no condado de Yorkshire. Mediante o desemprego, devido ao fechamento da mina onde a maioria dos moradores da cidade trabalhava, Sam Carraclough, o pai de Joe, vendeu Lassie por se encontrar em dificuldades financeiras. Lassie foi comprada pelo Duque de Rudling, um nobre velho e rabugento, e sua neta Priscila.
Após várias fugas do canil para voltar para seu antigo dono, Lassie foi levada pelo novo dono para a Escócia, onde participaria de uma exposição. Ao passear com o “kennelman” pelos campos, a cadela conseguiu escapar e começou uma longa jornada de volta para casa.
Durante seu caminho de volta, Lassie passou por várias aventuras: fugiu de caçadores de recompensas, enfrentou tempestades, adoeceu, foi aprisionada pela carrocinha, foi acolhida por outras famílias e salvou um amigo que fizera no caminho. Viajou por mais de quatrocentas milhas até chegar à cidade de seu antigo dono, chegando lá com pneumonia, à beira da morte. Joe e seus pais a trataram, e quando o Duque de Rudling a viu de volta, enterneceu-se pela situação e fez de conta que não a reconhecia, para deixá-la aos cuidados do menino Joe. Lassie se recuperou, teve sete filhotes e viveu com seu antigo dono para sempre.